# Браунеберг
Браунеберг (нім. Brauneberg) — громада в Німеччині, розташована в землі Рейнланд-Пфальц. Входить до складу району Бернкастель-Віттліх. Складова частина об'єднання громад Бернкастель-Кюс.
Площа — 12,22 км2. Населення становить 1129 ос. (станом на 31 грудня 2020).

## Галерея

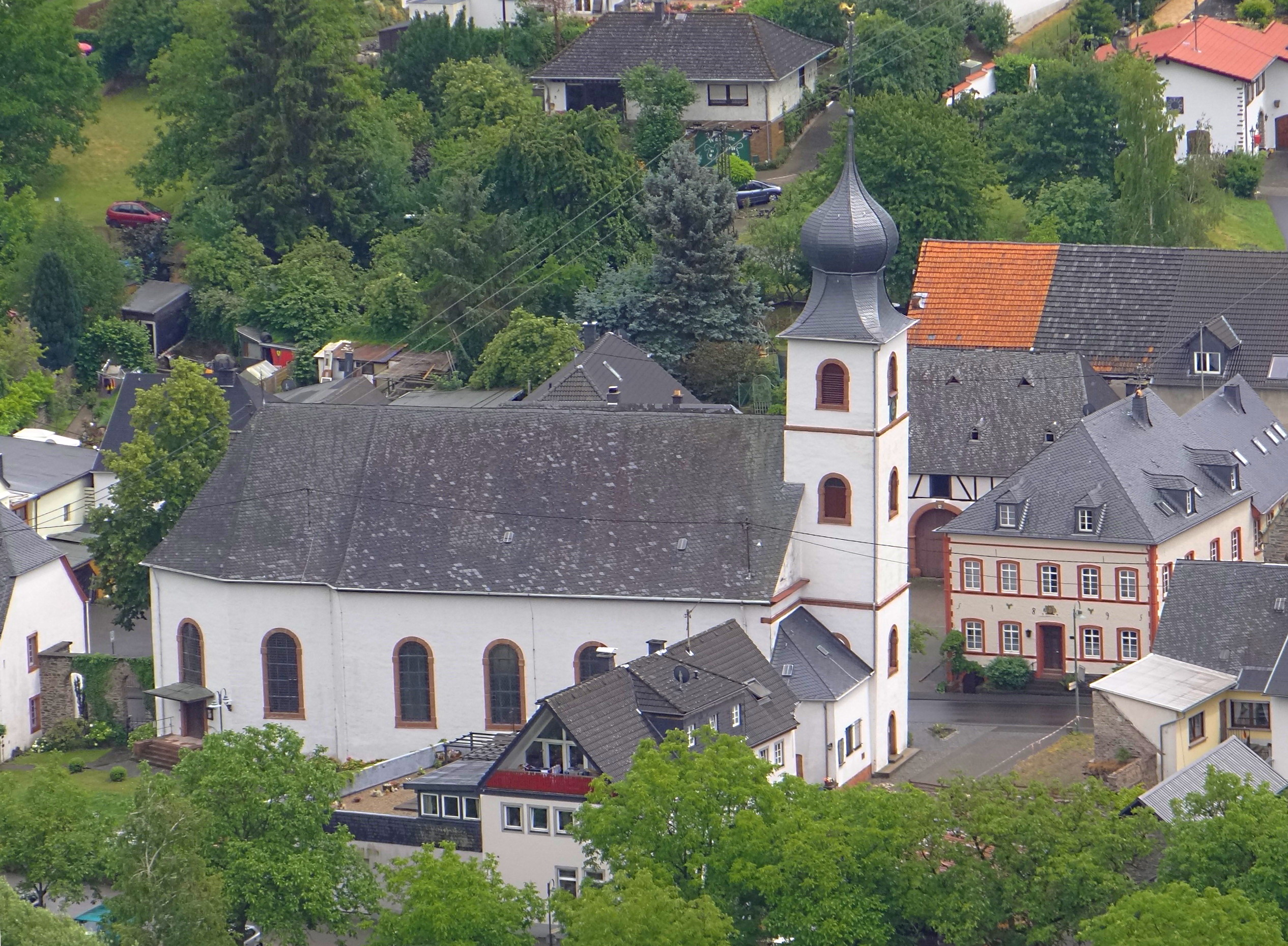
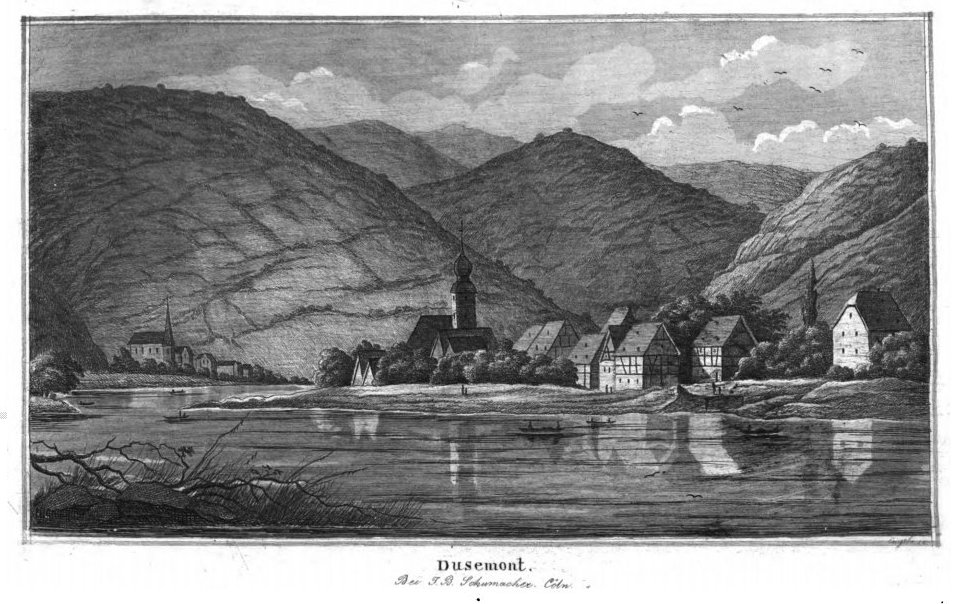
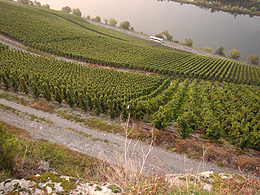